# Toni Kinshofer
Toni Kinshofer (1934.02.16 (Bad Wiessee) † 1964.10.24 (Baden-Baden), é um alpinista] alemão sobretudo conhecido por ser um dos autores da primeira ascensão invernal da face norte do Eiger em 1961 com Walter Almberger, Anderl Mannhard.

## Biografia
Depois de ter criado a ideia das grandes ascensões invernais com a primeira ascensão invernal da face norte do Eiger, ele tenta em 1962 uma invernal da face norte do Cervin com Toni Hiebeler.
Toni Kinshofer também participa a três expedições no Nanga Parbat onde dobe até os 7 150 m de altitude em 1961 na vertente Diamir, e consegui atingir o cume pela mesma vertente no ano seguinte. Em 1963 não consegue atingir o cimo pela vertente Rupal. Morre em 1964 na escola de escalade de Battert.

## Ascensões
- 1959 - A diretíssima da face este da Vordere Karlspitze (Maciço do Emperador) com Anderl Mannhardt
- 1961 - Face norte do Hochiss com Anderl Mannhardt
- 1961 - ascensão invernal da face norte do Eiger, com Toni Hiebeler, Walter Almberger e Anderl Mannhardt
- 1962 - Segunda escalada do Nanga Parbat, com Siegfried Löw e Anderl Mannhardt, nove anos depois de Hermann Buhl